# Miłoradz
Miłoradz (Duits: Mielenz) is een dorp in de Poolse woiwodschap Pommeren. De plaats maakt deel uit van de gemeente Miłoradz en telt 1114 inwoners.